# Силвије Хубак
Силвије Хубак (фр. Sylvie Hubac; Тунис, 5. март 1956) је бивши шеф кабинета председника Француске Франсоа Оланда и представник за Андору. На том месту је наследила Кристијана Фремона а њу је наследио Тјери Латаст.